# Schriftlicher Leistungsnachweis in der Schule

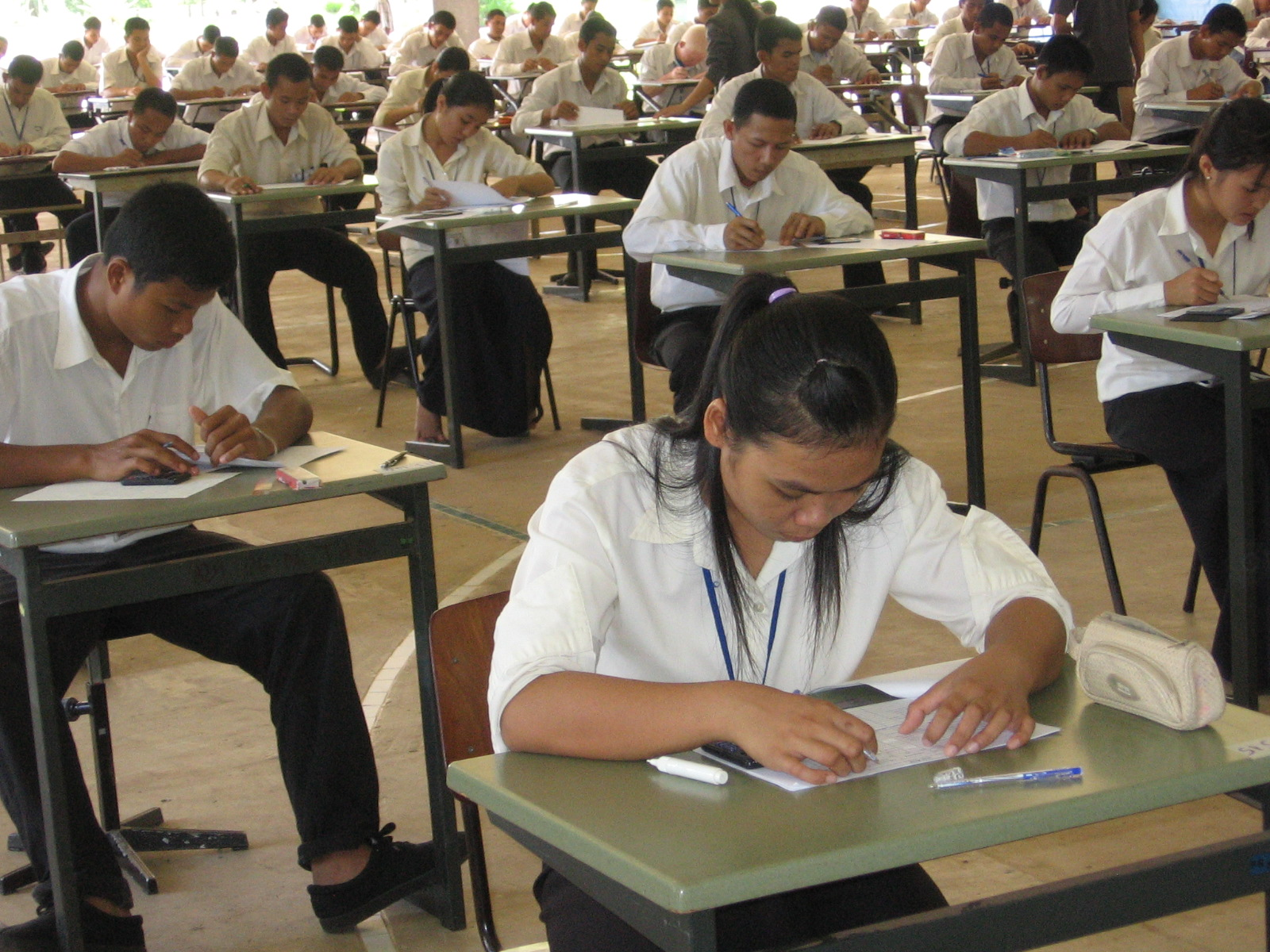
Schüler in Kambodscha beim Schreiben einer Klassenarbeit

Schriftliche Leistungsnachweise sind Prüfungen, welche Schüler in der Schule meist mit Zeitvorgabe und unter Aufsicht erbringen müssen. Sie sind Leistungs- und Lernerfolgskontrollen, welche über die Notengebung auch einer Leistungsbewertung unterliegen. Nicht hierunter fallen etwa Gruppenarbeiten, praktische oder mündliche Prüfungen.

## Situation in Deutschland

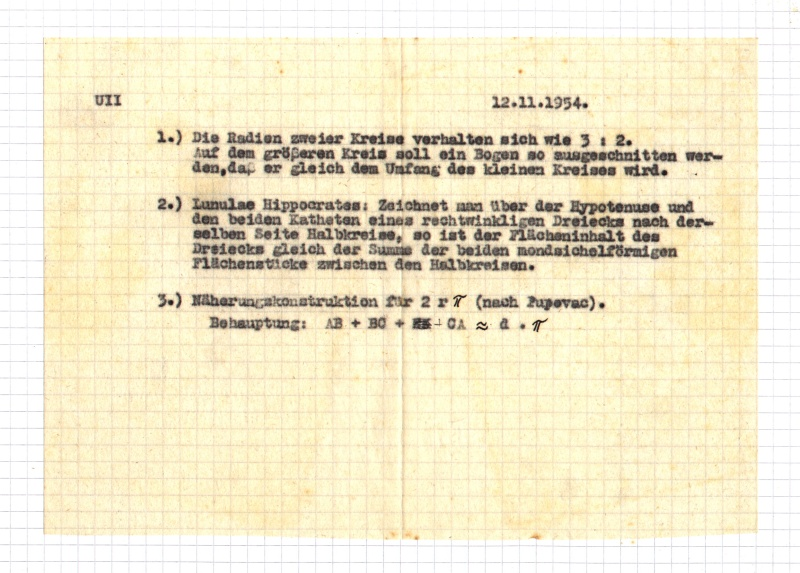
Beispiel für eine Klassenarbeit einer 10. Klasse (Gymnasium) in Mathematik aus dem Jahre 1954. Die Kopien wurden mit Kohlepapier auf dünnem Durchschlagpapier angefertigt.

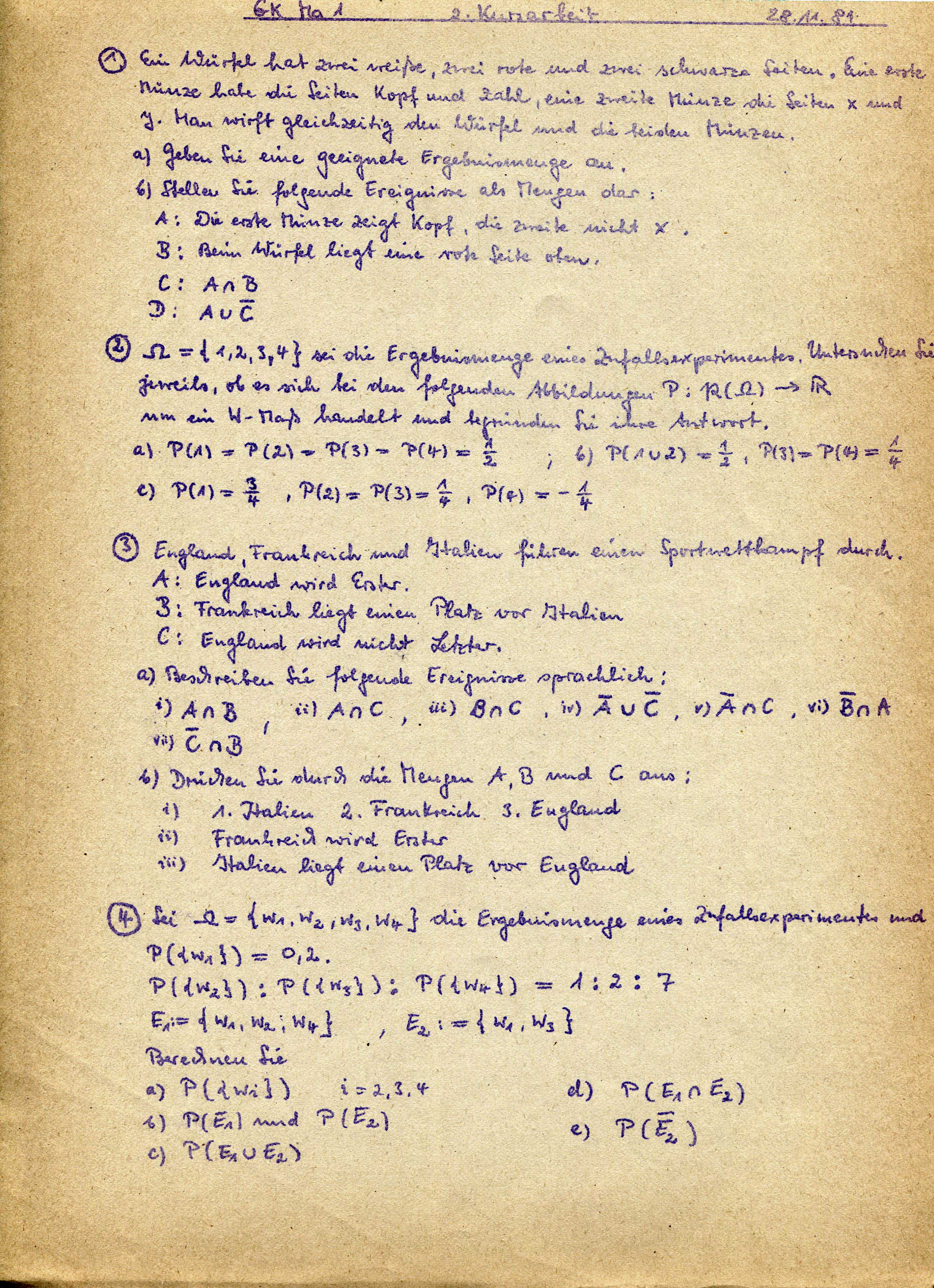
Klassenarbeit für Mathematik in der gymnasialen Oberstufe in den 1980er Jahren. Die Kopien für die Schüler wurden mittels Hektografie erstellt.

Schriftliche Leistungsnachweise unterliegen detaillierten rechtlichen Vorschriften, die als Teil des Schulrechts in die Kompetenz der Bundesländer fallen. In Deutschland können im Hinblick auf den Umfang der Klassenarbeit unterschieden werden zwischen Klassenarbeiten und Lernzielkontrollen:

### Klassenarbeit
Als Klassenarbeiten (in der gymnasialen Oberstufe auch Klausuren, in Bayern Schulaufgaben) werden in der Sekundarstufe I größere Leistungsnachweise bezeichnet, die in jüngeren Jahrgängen zumeist eine Schulstunde, in höheren Jahrgängen sowie in einigen Fächern wie Deutsch, in denen die Bearbeitung der Aufgaben mehr Zeit in Anspruch nimmt, aber auch 2 Stunden (also 45 bzw. 90 Minuten) oder mehr dauert. In der Grundschule werden erst ab der dritten Klasse Klassenarbeiten gefordert.
Die Termine für die Klassenarbeiten werden vom jeweiligen Lehrer oft schon zu Beginn des Halbjahres festgelegt. Sie müssen innerhalb einer bestimmten Frist (z. B. in Rheinland-Pfalz: eine Woche im Voraus, in Niedersachsen in der Regel einige Tage vor der Anfertigung) den Schülern bekanntgegeben werden, sodass sich diese gezielt vorbereiten können. Sie unterliegen für die Gesamtnote zumeist einer höheren Gewichtung.
Ihre Anzahl pro Schuljahr (bzw. ob es in einem Gegenstand überhaupt Klassenarbeiten gibt) ist im Lehrplan vorgeschrieben. Klassenarbeiten werden in der Sekundarstufe I in den Hauptfächern zwei bis drei Mal pro Halbjahr geschrieben. In Deutschland gelten als klassische Klassenarbeitsfächer: Deutsch, Mathematik und Fremdsprachen, wobei mittlerweile in fast allen Fächern Klassenarbeiten geschrieben werden. Ausgenommen hiervon sind die Fächer Sport sowie Kunst, in denen häufig praktische Leistungsnachweise gefordert werden.

### Lernzielkontrollen
Die kleineren Leistungsnachweise, die keine ganze Schulstunde in Anspruch nehmen und auch unangekündigt durchgeführt werden, enthalten oft nur wenige Aufgaben, die den Schulstoff der unmittelbar vorangegangenen Lektion abfragen oder spontan im Ermessen des Lehrers durchgeführt werden. Sie werden in Ostdeutschland einheitlich Leistungskontrolle (LK) genannt; westliche Bundesländer benennen sie dagegen unterschiedlich z. B. als Lernzielkontrolle oder in Bayern Stegreifaufgabe bzw. lateinisch Extemporale (umgangssprachlich auch „Ex“ genannt). In Rheinland-Pfalz etwa trägt eine schriftliche Arbeit, die nicht angekündigt werden muss, die sich auf zwei unmittelbar vorangegangene Unterrichtsstunden bezieht und die bis zu fünfzehn, in der Oberstufe bis zu dreißig Minuten dauern darf, den Namen Hausaufgabenüberprüfung (kurz „HÜ“) oder Kurzüberprüfung (kurz „KÜ“). In der Umgangssprache wird hier auch von „Test“ gesprochen.
In Bayern gibt es als Zwischenform noch die Kurzarbeiten, welche kleine, aber angekündigte Arbeiten sind. An bayerischen Gymnasien können Schulaufgaben unter bestimmten Umständen durch je zwei Kurzarbeiten ersetzt werden. Die Arbeitszeit einer Kurzarbeit beträgt die Hälfte dessen, was für eine Schulaufgabe üblich ist. Kurzarbeiten darüber hinaus werden in einigen Bundesländern in Deutschland auch in der Jahrgangsstufe 11 des Gymnasiums geschrieben, und zwar in den Fächern, in denen keine Schulaufgaben geschrieben werden. An den Realschulen hingegen zählen Kurzarbeiten (und nicht Klassenarbeiten) zweifach, eine abweichende Gewichtung kann jedoch von der Lehrkraft zu Beginn des Schuljahres festgelegt werden, und ist den Schülern im Voraus mitzuteilen.

### Situation in der DDR
Im einheitlichen Sprachgebrauch der ehemaligen DDR war eine Klassenarbeit eine große Arbeit über eine oder zwei Schulstunden, die stets ein Stoffkapitel abschloss und daher alle Facetten des Themengebietes umfassen konnte. Klassenarbeiten hatten das höchste Zensurengewicht und wurden grundsätzlich vorher angekündigt. Als Sonderform gab es die sogenannten Kontrollarbeiten, die zur Festlegung der Endjahreszensur als Klassenarbeiten zu werten waren. Der Terminus Klausur wurde in der DDR in traditioneller deutscher Sprache verwandt, so dass keine Klausur geschrieben wurde, sondern die Klassenarbeit, Prüfung etc. „unter Klausur“ angefertigt wurde.
Mittlere Arbeiten über 30 bis 45 Minuten hießen Leistungskontrolle (LK). Abgefragt wurden größere Unterkapitel, aber niemals ein Stoffgebiet als ganzes. Im Gegensatz zur Klassenarbeit musste eine Leistungskontrolle nicht angekündigt werden (unangekündigte LK). Als Variante der Leistungskontrolle gab es auch die mündliche Leistungskontrolle, meistens nur für ein oder zwei (zufällig ausgesuchte) Schüler, grundsätzlich aber vor der ganzen Klasse abzulegen, so bspw. eine ausführliche Abfrage des Stoffs, ein kommentiertes Vorrechnen, ein improvisiertes Referat oder ein Colloquium mit dem Lehrer. Die regelmäßigen Lesekontrollen gegenüber allen Schülern einer Klasse (lautes Lesen langer, oft schwieriger Textpassagen auf Zensur, bewertet nach Wortfehlern, Betonungsfehlern, Lautungsfehlern) waren in der Regel als Leistungskontrolle eingestuft. Diktate galten ebenso als Leistungskontrolle.
Kleine Arbeiten hießen grundsätzlich Kurzkontrolle (KK) und dauerten normalerweise zwischen 15 und maximal 30 Minuten. Kurzkontrollen wurden in der Regel nicht angekündigt. Der Stoff der letzten Stunden oder allgemeine Überlegungen zu einem Thema standen im Vordergrund. In der Unterstufe der polytechnischen Oberschule nannte sich eine Sonderform der Kurzkontrolle Tägliche Übungen (TÜ). Tägliche Übungen fanden zu Beginn einer jeden Unterrichtsstunde statt und setzten sogleich in der ersten Woche nach Schulanfang ein. Es handelte sich in Mathematik z. B. um 10–20 Rechenaufgaben, oder im Schönschreiben um 5–10 Buchstabenzeilen, jeweils drei dieser streng bewerteten täglichen Übungen wurden dann zu einer Zensur zusammengefasst. Die Kurzkontrolle gab es ebenfalls als mündliche Kurzkontrolle. In der DDR durften ohne Einschränkung alle Hausaufgaben eingesammelt und benotet werden, genauso wie die Mitschriften der Schüler (Beurteilung der Form, der Ordnung, der Vollständigkeit usw.). Als Einstufung wurde oft die Kurzkontrolle, aber bei größerem Umfang auch die Leistungskontrolle gewählt. Schwammige mündliche Mitarbeitsnoten wurden nicht erteilt, denn Mitarbeit war eine der vier Kopfzensuren. Deswegen bestanden die sogenannten mündliche Jahresleistungen in einem Fach stets aus Diktaten, Tafelrechnen, Lesekontrollen, Kurzkontrollen, Leistungskontrollen, Referaten oder dergleichen, d. h. aus gut zensierbaren, punktuellen mündlichen Bewertungen.

### Hessen
In Hessen schreibt die Verordnung zur Gestaltung des Schulverhältnisses in §§ 26–36 und Anlage 2 folgendes vor:
Arten, Häufigkeit, Umfang und Gewichtung der Leistungsnachweise:
- Klassen- und Kursarbeiten in der Sekundarstufe I in den Hauptfächern Deutsch, Mathematik und Fremdsprachen: je nach Jahrgangsstufe und Fach zwischen vier und sechs Arbeiten pro Jahr; machen zusammen die Hälfte der Grundlage der Leistungsbeurteilung aus;
- Lernkontrollen in den übrigen Fächern: eine pro Halbjahr; können durch praktische Arbeit ersetzt werden; machen etwa ein Drittel der Grundlage der Leistungsbeurteilung aus;

- Übungsarbeiten und schriftliche Übungen, die nicht in Noten/Punkten bewertet werden und nicht in die Leistungsbeurteilung eingehen.

Bewertete Arbeiten
- Fundstellen VOGSV, Anlage 2 zu VOGSV
- sollen gleichmäßig übers Schuljahr verteilt werden (keine Häufung vor den Ferien, nur eine pro Tag, maximal drei pro Woche);
- müssen aus §33 Abs. 1 VOGSV mindestens fünf Unterrichtstage vorher angekündigt werden;
- „Vor der Rückgabe und der Besprechung einer schriftlichen Arbeit sowie am Tage der Rückgabe darf im gleichen Unterrichtsfach keine neue Arbeit geschrieben werden“. (§33 Abs. 2 VOGSV)
- „Unter jede Arbeit ist ein Notenspiegel anzubringen.“ (§33 Abs. 2 VOGSV)
- sind mit ausreichend zu werten, wenn etwa die Hälfte der erwarteten Vorgaben erfüllt wurden;
- müssen wiederholt werden, wenn mehr als die Hälfte der abgelieferten Arbeiten mit mangelhaft oder ungenügend bewertet worden ist;
- sind einmal zu wiederholen, wenn mehr als ein Drittel der abgelieferten schriftlichen Arbeiten mit den Noten mangelhaft oder ungenügend bewertet worden ist, sofern nicht der Schulleiter nach Beratung mit dem Fachlehrer entscheidet, dass die Arbeit zu werten sei;
- müssen von Schülern, die die Arbeit entschuldigt versäumt haben, auf Verlangen des Lehrers nachgeschrieben werden, wenn andernfalls eine sachgerechte Leistungsbeurteilung nicht möglich ist.

Grundlage für die schriftliche Leistungsbeurteilung in der gymnasialen Oberstufe bilden § 9 und t Anlagen 9a–f der Oberstufen- und Abiturverordnung (OAVO). Hiernach ist bei der Notengebung für die Umrechnung von Prozentanteilen der erbrachten Leistungen in Notenpunkte folgende Tabelle anzuwenden:
| Prozent     | unter 20 | ab 20 | ab 27 | ab 34 | ab 41 | ab 46 | ab 51 | ab 56 | ab 61 | ab 66 | ab 71 | ab 76 | ab 81 | ab 86 | ab 91 | ab 96 |
| Notenpunkte | 0        | 1     | 2     | 3     | 4     | 5     | 6     | 7     | 8     | 9     | 10    | 11    | 12    | 13    | 14    | 15    |

## Situation in Österreich
In Österreich versteht man unter Schularbeiten schriftliche Arbeiten, die sich in der gymnasialen Unterstufe bzw. in der Neuen Mittelschule im Normalfall über eine Schulstunde erstrecken und in Fächern wie Deutsch, Mathematik und Englisch stattfinden. In der Oberstufe österreichischer Gymnasien werden diese Fächer durch andere Sprachen, wie Italienisch, Latein und Französisch ergänzt. Schüler realgymnasialer Zweige schreiben in höheren Klassen normalerweise auch Schularbeiten in Fächern wie Physik und Biologie, an BHS gibt es zahlreiche weitere Schularbeitsfächer, wie z. B. Rechnungswesen und Betriebswirtschaft an Handelsakademien.
Ab der 5. Klasse (9. Schulstufe) sind auch Arbeiten, die länger als eine Schulstunde (also 50 Minuten) dauern, üblich. Die Termine für die Schularbeiten werden vom jeweiligen Fachlehrer oft schon zu Beginn des Halbjahres festgelegt und den Schülern in den ersten Tagen nach Semesterbeginn bekanntgegeben. Zur schriftlichen Leistungsüberprüfung zählen auch Tests, die allerdings nicht unangekündigt sein dürfen; die Termine sind zwei Unterrichtstage vorher bekanntzugeben (Leistungsbeurteilungsverordnung § 8, Abs. 2). Nach drei freien Tagen in Folge ist es nicht zulässig, schriftliche oder mündliche Prüfungen zu verlangen; auch ist es unzulässig, mehrere Arbeiten an einem Tag stattfinden zu lassen.
Des Weiteren sind die Schularbeiten in einem (B)ORG – insbesondere in den sechsten Klassen – als sogenannte Knock-out-Schularbeiten angesetzt, um die meist große Zahl der Schüler zu dezimieren und in den nachfolgenden, restlichen zwei Jahren ein höheres Niveau erreichen zu können. Dies trifft vor allem auf das Fach Latein zu, da dort ein Übergang auf die Originallektüre erfolgt.
Wenn bei einer Schularbeit mehr als die Hälfte der Schüler die Note Nicht genügend (5) bekommen, muss die Schularbeit wiederholt werden. Gültigkeit hat dann das bessere Ergebnis (§ 7, Abs. 11 Leistungsbeurteilungsverordnung).

## Situation in Südtirol
In Südtirol werden als Schularbeit schriftliche Leistungsüberprüfungen meist ab der ersten Klasse der Mittelschule bezeichnet. Der zeitliche Rahmen einer ist dabei variabel und hängt von der Komplexität des Inhalts und der Aufgabenstellung ab. Zu den verschiedenen Typen von Schularbeiten gehören:
- Ankreuztests: Diese Tests bestehen aus einer Reihe geschlossener Fragen mit Richtig/Falsch- oder Multiple-Choice-Antworten;
- Offene Fragestellungen: Diese bestehen aus einer begrenzten Anzahl von Fragen, die der Schüler innerhalb einer bestimmten Anzahl von Zeilen beantworten muss. Die Methode ist ähnlich wie bei der dritten (multidisziplinären) Prüfung der Matura.
- Aufsätze: Bestehen aus der Ausarbeitung von Analysen und Überlegungen zu einem bestimmten Thema (Wissenschaft, Technik, Geschichte, Politik oder Literatur);
- Leseverständnistests: Umfassen einen Text und offene Fragen, die sich auf den Text beziehen. Diese werden hauptsächlich für sprachliche Fächer verwendet;
- Aufgaben mit Problemstellungen: Hier geht es um die Lösung von Fragen und/oder Problemen aus dem wissenschaftlichen und mathematischen Bereich.

## Schwierigkeits-Schema
Die Lehrer sind gehalten, in der Prüfungsarbeit Fragen mit unterschiedlichem Schwierigkeitsniveau (Taxonomie von Lernzielen) zu kombinieren, um über eine reine Abfrage von Wissen hinaus auch die allgemeine Intelligenz des Schülers einstufen zu können. In einer anspruchsvollen Klassenarbeit sollte auch verlangt werden, dass bestimmte Tatbestände anwendungs- und problemorientiert zu verarbeiten sind. Das Hauptziel solcher Aufgabenstellungen besteht darin, außer den Kenntnissen und Fertigkeiten auch das Problemlösungsverhalten der Schüler zu überprüfen und zu beurteilen. Der Grad der Schwierigkeit wird in Bayern (und anderen Bundesländern) dabei durch den Grad der Anforderung an das Abstraktionsvermögen des Schülers bestimmt. So gibt es vier verschiedene Abstraktionstypen bei Fragen – von leicht bis schwer, die je nach Gewichtung einen unterschiedlichen Anteil (in Prozent) an der Gesamtheit aller Fragen haben sollen. Hier am Beispiel für Bayern:
Reproduktion (20 %)
Gelerntes Wissen wiedergeben. In Geschichte z. B. eine Jahreszahl eines Ereignisses nennen.
Reorganisation (40 %)
Gelerntes Wissen, aber mit veränderten Parametern wiedergeben. In Geschichte z. B. aus dem Wissen um die europäischen Kolonien in Afrika eine Rangfolge des europäischen Einflusses in Afrika erstellen.
Transfer (30 %)
Eine gelernte Methode auf einem neuen Gebiet anwenden (und wissen, welche Methode zur Lösung führen wird). In Geschichte z. B. einschätzen, warum die 1848-Revolution in Deutschland nicht erfolgreich war, und dabei das Wissen um die Gründe, die zur Französischen Revolution geführt haben, verwenden.
Neues Gebiet (10 %)
Auf einem neuen Gebiet, und nur aus den in der Prüfung vorgegebenen Fakten, eine Lösung finden. Hier wird nicht Gelerntes abgefragt, sondern ist die allgemeine Intelligenz und Inspiration gefordert.
Die Schwierigkeitstypen werden auch direkt mit den Extrem-Noten korreliert: „Reproduktion“ gilt als die „Sechser-Bremse“ (wer nur fleißig lernt, bekommt auf keinen Fall eine Sechs), „Neues Gebiet“ als die „Einser-Barriere“ (allein Gelerntes anzuwenden, reicht nur zur Zwei; wer eine Eins erreichen will, muss individuelle Denkfähigkeit beweisen).